# Sans un bruit (Donjon)
Pour les articles homonymes, voir Sans un bruit.
Sans un bruit est le cinquième album publié dans la série Donjon Potron-Minet de la saga Donjon, numéroté -83, dessiné par Christophe Gaultier (qui remplace Christophe Blain), écrit par Lewis Trondheim et Joann Sfar, mis en couleur par Walter et publié en septembre 2008.

## Résumé
Le vieil Arakou, père de Hyacinthe, se sent rouillé et se morfond à l'idée de mourir dans son lit. Il n'a de cesse de se rappeler les temps héroïques et ses amis qu'il souhaite retrouver. Il prend alors son fidèle destrier au grand dam d'Alexandra qui, inquiète pour lui, l'accompagne dans cette folle chevauchée. Entre-temps, dans les ruines d'Antipolis, Comor et une poignée de seigneurs se préparent à reprendre le pouvoir...